# Ruslan Nurudinov
Ruslan Nurudinov (* 24. November 1991 in Andijon; auch Nurudinow) ist ein usbekischer Gewichtheber. Er wurde 2013 Weltmeister im Schwergewicht (Klasse bis 105 kg Körpergewicht) im Zweikampf, im Reißen und im Stoßen, 2014 Vize-Weltmeister und 2016 in Rio de Janeiro Olympiasieger in der Gewichtsklasse bis 105 kg Körpergewicht.

## Werdegang
Ruslan Nurudinov begann als Jugendlicher in Andischan mit dem Gewichtheben. Er ist Student und an der Staatl. Universität in Andischan immatrikuliert. Inzwischen ist der 1,86 Meter große Athlet in das Schwergewicht, der Gewichtsklasse bis 105 kg Körpergewicht hineingewachsen.
Seinen ersten internationalen Wettkampf bestritt er bei der asiatischen Juniorenmeisterschaft im Jahre 2009. Dort kam er im Leichtschwergewicht im Zweikampf auf 327 kg (146–181). 2010 wurde er bereits bei der Weltmeisterschaft der Senioren in Antalya eingesetzt. Er steigerte sich dabei im Leichtschwergewicht auf 362 kg (165–197). Trotzdem reichte diese Leistung nur zum 10. Platz. Bei den Asienspielen im November 2010 in Guangzhou/China steigerte er seine Leistungen erneut. Er erzielte, allerdings schon im Mittelschwergewicht, 379 kg (170–209). Mit dieser Leistung belegte er den 5. Platz, war aber vom Sieger Ilja Iljin, Kasachstan, der auf 394 kg (175–219) kam, gar nicht so weit entfernt.
2011 erreichte Ruslan Nurudinov bei der Weltmeisterschaft in Paris im Mittelschwergewicht mit 398 kg (177–221) den 5. Platz. Mit seiner Leistung im Stoßen von 221 kg gewann er aber mit der Silbermedaille seine erste Medaille bei einer internationalen Meisterschaft. Im April 2012 wurde er in Pyeongtaek/Südkorea Asienmeister im Schwergewicht. Er erzielte dabei 404 kg (184–220). Sehr gut vorbereitet fuhr er dann im Juli 2012 zu den Olympischen Spielen nach London. Dort erwischte er aber keinen guten Tag. Er schaffte sowohl im Reißen als auch im Stoßen nur jeweils einen gültigen Versuch. Mit diesen Versuchern erreichte er wieder 404 kg (184–220) im Zweikampf. Damit verpasste er mit dem 4. Platz knapp die Medaillenränge.
Einen großen Leistungssprung machte er dann im Jahre 2013. Bei der Asienmeisterschaft in Astana erreichte er im Schwergewicht 420 kg (190–230) und gewann dort sicher den Titel. Im Juli 2013 siegte er auch bei der Universiade in Kasan. Er erzielte dort 412 kg (190–222), schonte sich dabei allerdings und machte im Stoßen nur zwei Versuche. Als Favorit fuhr er dann zur Weltmeisterschaft, die im Oktober 2013 in Wrocław stattfand. Er wurde dort dieser Favoritenstellung vollauf gerecht. Er erzielte im Zweikampf 425 kg (190–235), wobei ihm im Reißen wieder nur ein gültiger Versuch gelang. Mit drei blitzsauberen Versuchen im Stoßen hängte er aber den „Brotkorb“ für seinen härtesten Konkurrenten Dawid Bedschanjan aus Russland so hoch, dass dieser bei weitem nicht an die Leistungen von Ruslan Nurudinov herankommen konnte. Der Lohn für die Leistungen von Ruslan Nurudinov waren drei Weltmeistertitel (im Zweikampf, im Reißen und im Stoßen).
Bei der Weltmeisterschaft 2014 in Almaty lieferte sich Ruslan Nurudinow einen faszinierenden Zweikampf um den Weltmeistertitel mit dem Lokalmatador und Olympiasieger Ilja Iljin. Im Reißen siegte er dabei mit 193 kg, während Iljin in dieser Teildisziplin auf 190 kg kam. Im Stoßen bewältigte Ruslan Nurudinow die Weltrekordlast von 239 kg, Ilja Iljin schaffte es jedoch nach nicht geschafften 240 kg im zweiten Versuch im dritten Versuch mit 242 kg den Weltrekord im Stoßen erneut zu verbessern und im Zweikampf mit 432 kg die gleiche Leistung wie Nurudinow zu erzielen und auf Grund eines etwas geringeren Körpergewichts Weltmeister im Zweikampf zu werden. Ruslan Nurudinow gewann mit 432 kg (193–239) im Zweikampf die WM-Silbermedaille.
2016 wurde Ruslan Nurudinow in Rio de Janeiro Olympiasieger im Schwergewicht. Er erzielte dabei eine Zweikampfleistung von 431 kg (194–237). Aufgrund der Untersuchungsergebnisse von Dopingproben, die bei den Olympischen Spielen 2012 in London genommenen worden waren, wurde Nurudinow, wie auch vier weitere Gewichtheber, am 23. Dezember 2018 vom Weltverband IWF suspendiert. Die Anti-Doping-Kammer des Internationalen Sportgerichts disqualifizierte ihn nachträglich.

## Internationale Erfolge
| Jahr | Platz | Wettbewerb                                       | Gewichtsklasse | Ergebnisse |
| 2009 | 1.    | Asiatische Juniorenmeisterschaft (U 20) in Dubai | Leichtschwer   | mit 327 kg (146–181) |
| 2010 | 10.   | WM in Antalya                                    | Leichtschwer   | mit 362 kg (165–197); Sieger: Adrian Zielinski, Polen, 383 kg (173–210)                                                                                           |
| 2010 | 5.    | Asienspiele in Guangzhou/China                   | Mittelschwer   | mit 379 kg (170–209), Sieger: Ilja Iljin, Kasachstan, 394 kg (175–219)                                                                                            |
| 2011 | 2.    | China-IWF-Grand-Prix in Fujian                   | Mittelschwer   | mit 345 kg (160–185), hinter Li Bing, China, 380 kg (167–213) |
| 2011 | 5.    | Asienmeisterschaft in Tongling/China             | Mittelschwer   | mit 360 kg (160–200); Sieger: Kim Min-jae, Südkorea, 388 kg (178–210)                                                                                             |
| 2011 | 5.    | WM in Paris                                      | Mittelschwer   | mit 398 kg (177–221); Sieger: Ilja Iljin, 407 kg (181–226) |
| 2012 | 1.    | Asienmeisterschaft in Pyeongtaek/Südkorea        | Schwer         | mit 404 kg (184–220), vor Kasem Asaad, Syrien, 375 kg (171–204)                                                                                                   |
| 2012 | 4.    | OS in London                                     | Schwer         | mit 404 kg (184–220), hinter Oleksij Torochtij, Ukraine, 412 kg (185–227), Navab Nasirshelal, Iran, 411 kg (184–227) und Bartłomiej Bonk, Polen, 410 kg (190–220) |
| 2013 | 1.    | Asienmeisterschaft in Astana                     | Schwer         | mit 420 kg (190–230), vor Mohsen Bahram Zadeh, Iran, 390 kg (185–205) und Kia Ghadami, Iran, 379 kg (174–205)                                                     |
| 2013 | 1.    | Universiade in Kasan                             | Schwer         | mit 412 kg (190–222), vor Andrei Demanow, Russland, 406 kg (183–223) und Dawid Bedschanjan, Russland, 403 kg (175–224)                                            |
| 2013 | 1.    | WM in Wrocław                                    | Schwer         | mit 425 kg (190–235), vor Dawid Bedschanjan, 405 kg (180–225) und Bartlomiej Bonk, 404 kg (188–216)                                                               |
| 2014 | 2.    | WM in Almaty                                     | Schwer         | mit 432 kg (193–239), hinter Ilja Iljin, Kasachstan, 432 kg (190–242), vor Dawid Bedschanjan, Russland, 427 kg (187–240)                                          |
| 2016 | 3.    | Asienmeisterschaft in Taschkent                  | Superschwer    | mit 426 kg (191–235), hinter Chen Shih-Chieh, Taiwan, 432 kg (191–241) und Bahador Moulaei, Iran, 427 kg (180–247)                                                |
| 2016 | Gold  | OS in Rio de Janeiro                             | Schwer         | mit 431 kg (194–237), vor Simon Martirosjan, Armenien, 417 kg (190–227) und Alexander Saichikow, Kasachstan, 416 kg (193–223)                                     |

## WM-Einzelmedaillen
- WM-Goldmedaillen: 2013/Reißen – 2013/Stoßen – 2014/Reißen
- WM-Silbermedaillen: 2011/Stoßen
- WM-Bronzemedaillen: 2014/Stoßen

Erläuterungen
- alle Wettbewerbe im Zweikampf, bestehend aus Reißen und Stoßen
- OS = Olympische Spiele, WM = Weltmeisterschaft
- Leichtschwergewicht, Gewichtsklasse bis 85 kg, Mittelschwergewicht, bis 94 kg und Schwergewicht, bis 105 kg und Superschwergewicht über 105 kg Körpergewicht